# Juigné-sur-Sarthe
Juigné-sur-Sarthe és un municipi francès situat al departament del Sarthe i a la regió de País del Loira. L'any 2007 tenia 1.182 habitants.

## Demografia

### Població
El 2007 la població de fet de Juigné-sur-Sarthe era de 1.182 persones. Hi havia 455 famílies de les quals 128 eren unipersonals (60 homes vivint sols i 68 dones vivint soles), 140 parelles sense fills, 179 parelles amb fills i 8 famílies monoparentals amb fills.
La població ha evolucionat segons el següent gràfic:
Habitants censats

### Habitatges
El 2007 hi havia 521 habitatges, 469 eren l'habitatge principal de la família, 20 eren segones residències i 33 estaven desocupats. 460 eren cases i 53 eren apartaments. Dels 469 habitatges principals, 288 estaven ocupats pels seus propietaris, 174 estaven llogats i ocupats pels llogaters i 6 estaven cedits a títol gratuït; 30 tenien una cambra, 21 en tenien dues, 58 en tenien tres, 116 en tenien quatre i 244 en tenien cinc o més. 348 habitatges disposaven pel capbaix d'una plaça de pàrquing. A 187 habitatges hi havia un automòbil i a 251 n'hi havia dos o més.

### Piràmide de població
La piràmide de població per edats i sexe el 2009 era:
| Homes | Edats   | Dones |
| ----- | ------- | ----- |
| 0     | 95 o +  | 0     |
| 4     | 90 a 94 | 8     |
| 4     | 85 a 89 | 8     |
| 4     | 80 a 84 | 4     |
| 12    | 75 a 79 | 4     |
| 24    | 70 a 74 | 24    |
| 8     | 65 a 69 | 24    |
| 20    | 60 a 64 | 8     |
| 16    | 55 a 59 | 20    |
| 68    | 50 a 54 | 52    |
| 40    | 45 a 49 | 48    |
| 44    | 40 a 44 | 60    |
| 48    | 35 a 39 | 32    |
| 60    | 30 a 34 | 40    |
| 28    | 25 a 29 | 44    |
| 40    | 20 a 24 | 24    |
| 64    | 15 a 19 | 48    |
| 44    | 10 a 14 | 28    |
| 24    | 5 a 9   | 48    |
| 32    | 0 a 4   | 44    |

## Economia
El 2007 la població en edat de treballar era de 812 persones, 638 eren actives i 174 eren inactives. De les 638 persones actives 592 estaven ocupades (326 homes i 266 dones) i 46 estaven aturades (24 homes i 22 dones). De les 174 persones inactives 58 estaven jubilades, 63 estaven estudiant i 53 estaven classificades com a «altres inactius».

### Ingressos
El 2009 a Juigné-sur-Sarthe hi havia 462 unitats fiscals que integraven 1.204,5 persones, la mediana anual d'ingressos fiscals per persona era de 17.677 €.

### Activitats econòmiques
Dels 26 establiments que hi havia el 2007, 1 era d'una empresa alimentària, 2 d'empreses de fabricació d'altres productes industrials, 4 d'empreses de construcció, 6 d'empreses de comerç i reparació d'automòbils, 1 d'una empresa de transport, 1 d'una empresa d'hostatgeria i restauració, 3 d'empreses immobiliàries i 8 d'empreses de serveis.
Dels 7 establiments de servei als particulars que hi havia el 2009, 1 era un taller de reparació d'automòbils i de material agrícola, 3 paletes, 1 fusteria, 1 restaurant i 1 agència immobiliària.
Dels 2 establiments comercials que hi havia el 2009, 1 era una botiga de menys de 120 m² i 1 una carnisseria.
L'any 2000 a Juigné-sur-Sarthe hi havia 30 explotacions agrícoles que ocupaven un total de 1.632 hectàrees.

## Equipaments sanitaris i escolars
El 2009 hi havia 2 escoles elementals.

## Poblacions més properes
El següent diagrama mostra les poblacions més properes.